# Budapesti Gazdaságtudományi Egyetem
A Budapesti Gazdaságtudományi Egyetem (rövidítve: BGE, angolul: Budapest University of Economics and Business) Magyarország nagy egyetemeinek egyike, amely a legnagyobb és legfontosabb közgazdaságtudományi képzést nyújtó felsőoktatási intézménye közel 20 ezer magyarországi és külföldi hallgatóval. A BGE ugyanakkor nemcsak gazdaságtudományi, hanem társadalomtudományi képzéseket is kínál.
Az egyetem jogelődje az 1857-ben alapított Pesti Kereskedelmi Akadémia, amely a közép-európai térség, ezen belül az Habsburg Birodalom első kereskedelmi felsőoktatási intézménye volt, Európában pedig a második ilyen intézményként alakult a párizsi ESCP Business School után. Az egyetem belvárosi campusán az oktatás a mai napig az eredeti helyszínen zajlik az Alkotmány utcában. Az egyetem 11 alapképzési és 9 mesterképzési szakon, valamint doktori iskolában és szakközgazdász képzések keretében folytat oktatási tevékenységet. Egyes szakok több karon is elérhetőek, illetve angol, német és francia nyelvű képzéseket is kínál a BGE.
Az egyetem 2019 óta piacvezető az üzleti képzések területén, a hazai intézmények közül a legtöbb, 6200 elsőéves kezdhette meg tanulmányait, 6 százalékkal több, mint az előző évben. 2020 és 2023 között a Pénzügyi és Számviteli Kar folyamatosan az első helyen végzett az országos egyetemi népszerűségi listán, emellett a másik két kar, a Kereskedelmi, Vendéglátóipari és Idegenforgalmi Kar és a Külkereskedelmi Kar is a 10 legnépszerűbb hazai egyetemi kar között volt.

## Története

### A 19. századi kezdetek
Az egyetem jogelődje a Pest-Budai Kereskedelmi és Iparkamara által 1857-ben alapított Pesti Kereskedelmi Akadémia volt, amely a közép-európai térség, ezen belül az Osztrák–Magyar Monarchia első kereskedelmi felsőoktatási intézménye volt, Európában pedig a második ilyen intézményként alakult a párizsi ESCP Business School után. Ebben az időszakban ez az intézmény szolgált a kereskedelem és a bankvilág szakembereinek képzésére. Az Akadémia épülete eklektikus stílusban készült Czigler Győző tervei alapján, aki egyebek mellett a Széchenyi gyógyfürdő épületét is tervezte. Az építkezés helyéül a főváros az Alkotmány utcai helyszínt jelölte ki, mely a mai napig a KVIK főépületeként működik. 1899-ben a Keleti Kereskedelmi Akadémia is az Alkotmány utcai épületbe költözött, azonban szervezetileg és követelményrendszerét tekintve kezdetben elkülönült a Pesti Kereskedelmi Akadémiától.
A Markó utcai campus épületét 1876-ban Kolbenheyer Ferenc impozáns tervei alapján az V. kerületi Magyar Királyi Állami Főgimnázium számára építették korának legmodernebb színvonalán. Kolbenheyer Ferenc az épületet 1875-ben már központi fűtéssel tervezte meg, 14 osztályteremmel, 2 db könyvtárral (a könyvtár ma is üzemel az épületben, ahol látható a méltán híres Öveges professzor asztala), díszteremmel, imateremmel és személyzeti lakásokkal. 1898-ban az állam átvette a királyi katolikus tanulmányi alaptól az iskolát, amely 1921-ben a Berzsenyi Dániel Gimnázium nevet vette fel és számos kiválóság került ki a falai közül. Az 1999 óta műemléki védettséget élvező épület egyik legfőbb nevezetessége a neoreneszánsz stílusban épült, gazdag ornamentikával díszített Lotz terem, amely ma az Egyetem kiemelkedő fontosságú rendezvényeinek helyszínéül szolgál.

### Az elmúlt 100 év
A Keleti Kereskedelmi Akadémia 1920-ig működött ebben a formában, ezt követően a két világháború között a Karok jogelődjének számító Felső Kereskedelmi Iskolán különböző felsőfokú közgazdasági szaktanfolyamokat indítottak. A II. világháború után a nemzetközi és a belföldi idegenforgalom ugrásszerű növekedése elméletben és gyakorlatban jól képzett közgazdász szakembereket igényelt, amelynek az Egyetem jogelődjei tettek eleget. 1962-ben alakult meg a Kereskedelmi és Vendéglátóipari Felsőfokú Szakiskola, amely a főiskolai képzés elődjének tekinthető, majd a Kereskedelmi és Vendéglátóipari Főiskola végül 1969-ben jött létre az Elnöki Tanács 1969. évi 26. törvényerejű rendeletével. 1992-ben az intézmény neve Kereskedelmi, Vendéglátóipari és Idegenforgalmi Főiskolára változott, mert ekkorra már a Turizmus Tanszék is önálló szakmai egységgé nőtte ki magát a főiskolán belül.
A PSZK legszorosabban vett szakmai elődje a Számviteli Főiskola 1953. évi megalakulása. A képzés ekkor a Mester utcában, a jelenlegi Szent István Szakközépiskola épületében folyt. A kar az 1970/71-es tanévtől a Pénzügyi és Számviteli Főiskola (PSZF) nevet viseli. Székhelye ekkor került át jelenlegi helyére, a XIV. kerületi Buzogány utcába. A főiskolának az 1971/72-es tanévben Zalaegerszegen, a következő tanévben pedig Salgótarjánban létesült intézete, ezzel a hazai pénzügyi és számviteli felsőfokú szakemberképzés zászlóshajójává vált.
A Külkereskedelmi Kar története 1957-ben kezdődött, ekkor jött létre a hazai külkereskedelem számára nyelveket beszélő, magasan kvalifikált szakembereket képző Külkereskedelmi Levelező Iskola. Az iskola 1962-ben átalakult önálló Felsőfokú Külkereskedelmi Szakiskolává, majd 1971-ben az intézmény Külkereskedelmi Főiskola elnevezéssel főiskolaként működött tovább. 1986-ban megindult a szakosító továbbképzés és megkezdődött az arab illetve a japán nyelv oktatása. 1992-ben kezdődött meg nemzetközi együttműködésben az angol és francia nyelvű szakmai oktatás, majd az intézmény 1997-ben költözött a XVI. kerület ómátyásföldi, szecessziós nyaralóvillák által határolt zöldövezeti részébe.
Az intézmény történetében ezt követően 2000-ben történt jelentős változás, amikor három sikeres, nagy hagyományú intézmény integrálásával, a Külkereskedelmi Főiskola, a Kereskedelmi, Vendéglátóipari és Idegenforgalmi Főiskola és a Pénzügyi és Számviteli Főiskola egyesülésével megalakult a Budapesti Gazdasági Főiskola. 2009-ben a mesterképzési szakok indítása után a Karok egyetemi karokká alakultak. 2011-ben a PSZK Zalaegerszegi Intézetből született meg a Gazdálkodási Kar Zalaegerszeg, amely 2020-ig az Egyetem negyedik kara volt.
A 2010-ben Felsőoktatási Minőségi Díjjal is kitüntetett intézmény 2016. január 1-jétől Budapesti Gazdasági Egyetem néven működik tovább. 2017-ben megalakult a Budapest Lab Vállalkozásfejlesztési Központot, a BGE első kiválósági központja, amelyet újabb 3 kiválósági központ követett. A 2019-ben megválasztott régi-új rektor célkitűzése szerint a közép-európai régióban vezető intézménnyé kívánnak válni és a következő időszakban fokozni kívánják az egyetem nemzetközi beágyazottságát a közép-európai régiós felsőoktatási térben. Ugyanebben az évben az intézmény Magyarországon elsőként nemzetközi akkreditációt kapott a Network of International Business Schools nevű szakmai szervezettől.
2025. február 1-jétől a Budapesti Gazdasági Egyetem az addigi alkalmazott tudományok egyeteme besorolásból átkerült a legmagasabb, egyetemi besorolásba. Ezzel egyidejűleg az egyetem neve Budapesti Gazdaságtudományi Egyetemre változott, rövidítése ugyanakkor továbbra is BGE maradt; az intézmény angol elnevezése pedig Budapest University of Economics and Business-re (röviden BUEB) módosult.

### Kronológia
| - 1857–1873: Pesti Kereskedelmi Akadémia (Handelsakademie Pest) - 1873–1953: Budapesti Kereskedelmi Akadémia - 1899–1920: Keleti Kereskedelmi Akadémia - 1953–1970: Számviteli Főiskola | - 1969–1992: Kereskedelmi és Vendéglátóipari Főiskola - 1992–2000: Kereskedelmi, Vendéglátóipari és Idegenforgalmi Főiskola - 1970–2000: Pénzügyi és Számviteli Főiskola - 1969–2000: Külkereskedelmi Főiskola | - 2000–2015: Budapesti Gazdasági Főiskola - 2016-2025: Budapesti Gazdasági Egyetem - 2025- : Budapesti Gazdaságtudományi Egyetem |

## Karok, kampuszok

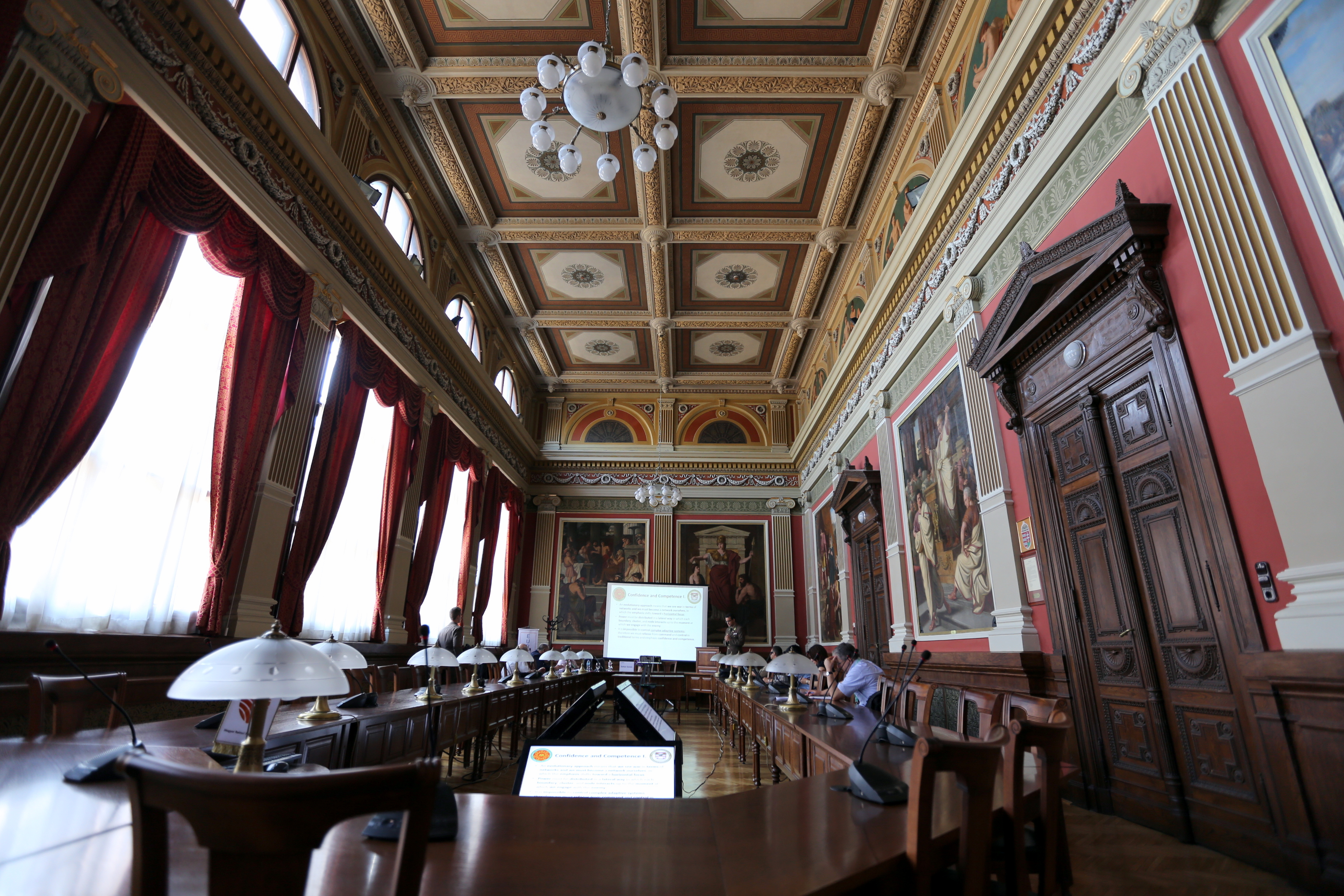
A Rektori Tanácsterem 1876-ban átadott markó utcai neoreneszánsz Lotz-terme

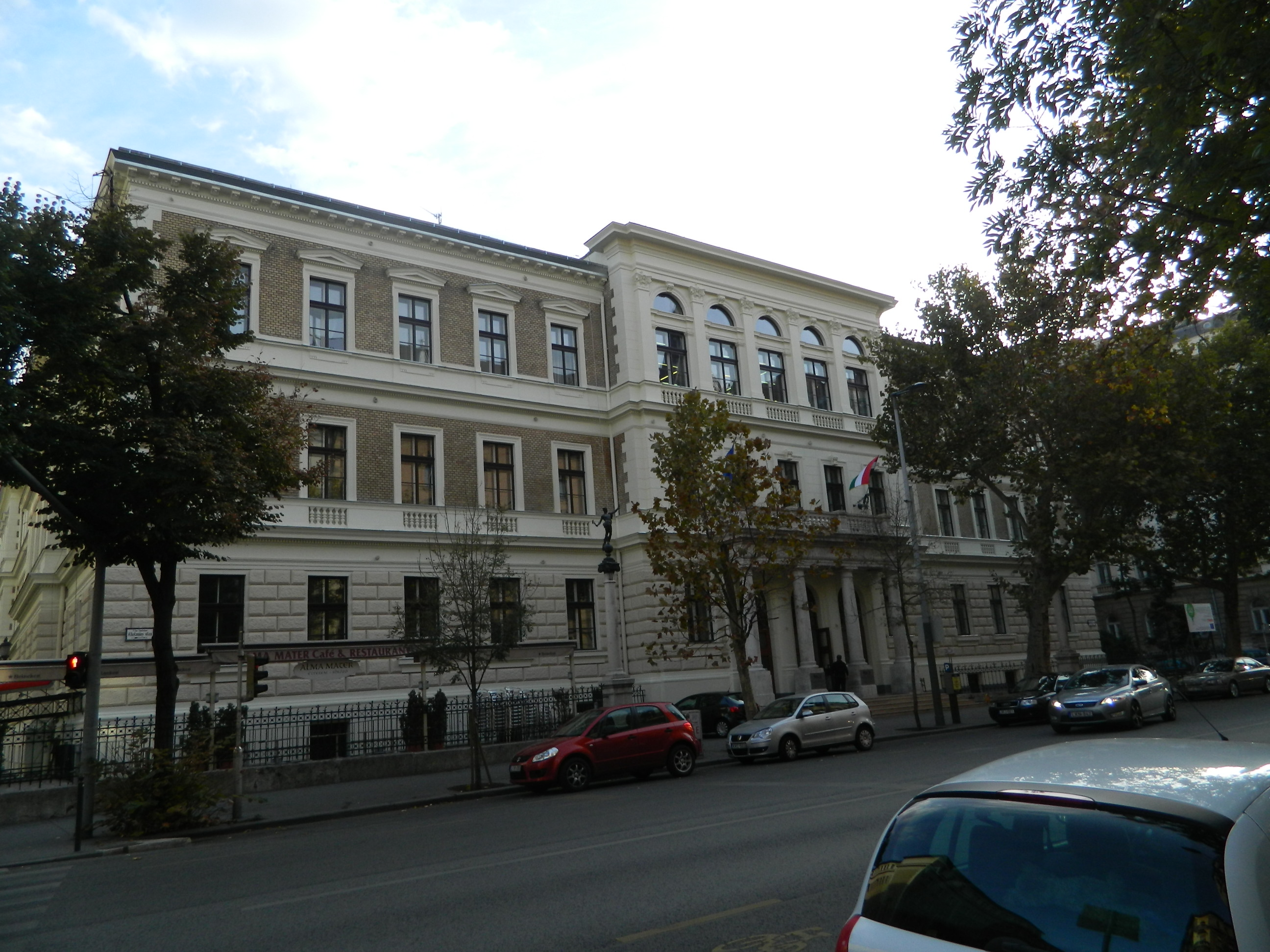
A Czigler Győző tervei alapján 1857-ben elkészült Alkotmány utcai épület, amely a mai napig a KVIK főépületeként működik

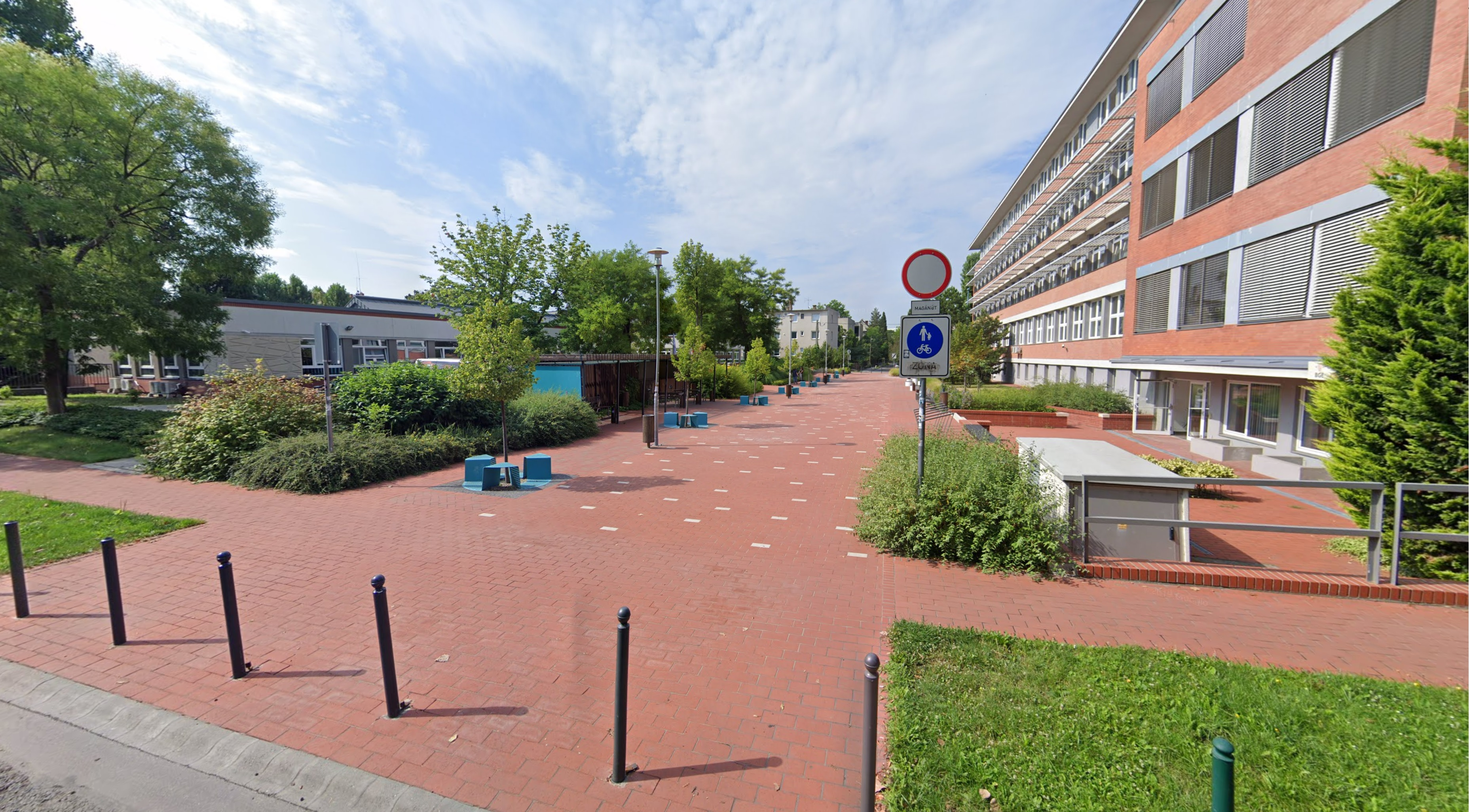
A Pénzügyi és Számviteli Kar (PSZK) Buzogány utcai kampusza, ahol 1970 óta folyik az oktatás, és amely a legnagyobb magyarországi egyetemi kar hétezer hallgatóval

### Marketing és Üzleti Kommunikáció Kar(MÜKK)
A Marketing és Üzleti Kommunikáció Kar (MÜKK) Magyarország egyik legnagyobb üzleti képzőhelye, amely a marketing, kommunikáció, kereskedelem és logisztika felsőoktatásának meghatározó központja. A kar képzései alapképzési, mesterképzési, felsőoktatási szakképzési és posztgraduális szinten érhetők el, nappali és levelező munkarendben, magyar és angol nyelven.
Az alapképzési szakok közé tartozik a Kereskedelem és marketing alapszak, amely üzleti, marketing-, logisztikai és kereskedelmi ismeretekre épül, valamint a Kommunikáció és médiatudomány alapszak, amely a média, a kommunikáció és a kreatív ipar területeire készít fel. A tantervek kialakításánál fontos szempont volt a hazai és nemzetközi üzleti elvárások, a felsőoktatási trendek, valamint a hallgatói visszajelzések figyelembevétele.
A mesterképzési kínálatban szerepel a Marketing mesterszak, amely magyar és angol nyelven is elérhető, illetve az Ellátásilánc-menedzsment mesterszak, amely a logisztika és az ellátási lánc menedzsment korszerű szemléletét és gyakorlatát helyezi középpontba. A képzésekhez rugalmas tanrend, digitális tananyagok és munkavégzés mellett is teljesíthető struktúra társul.
A Kereskedelem és marketing felsőoktatási szakképzés kereskedelmi, logisztikai és marketingkommunikációs fókuszú, és lehetőséget biztosít az alapszakos képzésbe való belépésre rövidített tanulmányi idő mellett.
A kar oktatási filozófiája a naprakész elméleti tudás és a gyakorlatban is alkalmazható ismeretek összekapcsolására épül. A képzések szoros kapcsolatban állnak hazai és nemzetközi vállalatokkal, médiacégek, digitális ügynökségek, logisztikai partnerek, valamint külföldi egyetemek együttműködésével. Az oktatók jelentős szakmai és tudományos tapasztalattal rendelkeznek. A képzés helyszíne Budapest belvárosában, az egyetem modern, központi kampuszán található.
Képzések:
Felsőoktatási Szakképzés (FOSZK): 
- Kereskedelem és Marketing (kereskedelmi, logisztika, marketingkommunikáció) (magyar nyelven)

Alapszakok (BA): 
- Kereskedelem és Marketing Alapszak (magyar és angol nyelven)
- Kommunikáció és Médiatudomány Alapszak (magyar nyelven)

Mesterszakok (MA): 
- Marketing Mesterszak (magyar és angol nyelven)
- Ellátásilánc-menedzsment Mesterszak (magyar nyelven)

### Menedzsment Kar(MK)
A kar képzési kínálata két alapképzést, két mesterképzést, egy felsőoktatási szakképzést, valamint több szakirányú továbbképzést foglal magában. A programok nappali és levelező munkarendben, magyar és angol nyelven is elérhetők.
Az alapképzések a gazdaságtudományi területre épülnek, köztük a Gazdálkodási és menedzsment, valamint az Emberi erőforrások szak található. A mesterképzési kínálat szintén a gazdaságtudományokra fókuszál; a hallgatók Vállalkozásfejlesztés vagy Vezetés és szervezés mesterszak közül választhatnak.
A felsőoktatási szakképzés a gazdálkodási és menedzsment területére koncentrál. Az itt szerzett oklevél lehetőséget biztosít az azonos nevű alapképzési szak rövidített formában történő elvégzésére. A Gazdálkodási és menedzsment alapszak duális képzési formában is választható.
A képzéseket gyakorlatorientált szemlélet jellemzi. A tananyag részét képezik a szakmai és vállalati partnerekkel közösen kialakított projektfeladatok, üzleti szimulációk és valós problémák megoldására épülő gyakorlatok.
Képzések:
Felsőoktatási Szakképzés (FOSZK):
- Gazdálkodási és menedzsment felsőoktatási szakképzés

Alapszakok (BA): 
- Gazdálkodási és menedzsment alapképzés
- Emberi erőforrások alapképzés

Mesterszakok (MA): 
- Vállalkozásfejlesztés mesterképzés
- Vezetés és szervezés mesterképzés

Szakirányú továbbképzés: 
- Business coach szakirányú továbbképzés
- Business mentor szakirányú továbbképzés
- Management tréner szakirányú továbbképzés
- Üzleti és HR-menedzsment szakirányú továbbképzés

### Nemzetközi Gazdálkodás Kar(NGK)
A kar képzési kínálata öt alapképzést, négy mesterképzést, egy felsőoktatási szakképzést, valamint számos posztgraduális és felnőttképzési lehetőséget foglal magában. A programok nappali és levelező munkarendben, magyar és angol nyelven egyaránt elérhetők.
Az alapképzések a gazdaságtudományi (nemzetközi gazdálkodás, turizmus-vendéglátás), a társadalomtudományi (nemzetközi tanulmányok), a bölcsészettudományi (közösségszervezés) és a pedagógiai (szakoktató) területeket fedik le. A mesterképzési portfólió a nemzetközi gazdaság és gazdálkodás, a nemzetközi tanulmányok, a turizmus-menedzsment, valamint a tanári (közgazdásztanár) képzésekből áll.
A turizmus-vendéglátás területére épülő felsőoktatási szakképzés rövidített formában is lehetőséget biztosít az azonos nevű alapképzési szak elvégzésére.
A képzéseket gyakorlatorientált megközelítés jellemzi. A tanulmányokat szakmai partnerekkel közösen kialakított projektfeladatok, terepgyakorlatok egészítik ki. A turizmus és vendéglátás területéhez kapcsolódó képzéseken tanéttermi, tankonyhai és laborfoglalkozások is támogatják a gyakorlati tudás megszerzését.
Képzések:
Alapképzések: 
- Közösségszervezés alapképzés
- Nemzetközi gazdálkodás alapképzés
- Nemzetközi tanulmányok alapképzés
- Szakoktató alapképzés
- Turizmus-vendéglátás alapképzés

Felsőoktatási szakképzés (FOSZK):
- Turizmus-vendéglátás [turizmus] felsőoktatási szakképzés
- Turizmus-vendéglátás [vendéglátás] felsőoktatási szakképzés

Mesterképzések:
- Nemzetközi gazdaság és gazdálkodás mesterképzés
- Nemzetközi tanulmányok mesterképzés
- Tanári [3 félév [közgazdásztanár]] mesterképzés
- Turizmus-menedzsment mesterképzés

Szakirányú továbbképzések:
- Munkahelyi mentálhigiéné szakirányú továbbképzés
- Nemzetközi beszerzés és értékesítés szakirányú továbbképzés

Felnőttképzések:
- Revenue Management elmélete és gyakorlata [20 óra]
- Fenntarthatóság mérése a vállalati gyakorlatban (LCA, körforgásos gazdaság, ESG) [22 óra]

### Pénzügy és Számvitel Kar(PSZK)
A kar képzési kínálata három alapképzést, két mesterképzést és több szakirányú továbbképzést foglal magában. A programok nappali és levelező munkarendben, magyar és angol nyelven is elérhetők, így széles körű lehetőséget biztosítanak a gazdasági és informatikai területeken tanulni vágyók számára.
Az alapképzések között megtalálhatók a pénzügy és számvitel, valamint a gazdaságinformatikus szakok, amelyek korszerű elméleti és gyakorlati tudást kínálnak. A mesterképzési programok a pénzügy és a számvitel szakirányokra épülnek, lehetőséget adva a szakterületi ismeretek elmélyítésére.
A szakirányú továbbképzések közé tartozik például a Kontrolling szakközgazdász és a Mérnök-közgazdász képzés, amelyek az alapszintű ismeretekre alapozva támogatják a szakmai fejlődést.
A pénzügy, számvitel, kontrolling és informatika területeire épülő képzések a legfrissebb tudományos és gyakorlati ismereteket ötvözik. A gyakorlatorientált oktatási szemlélet révén a programok felkészítenek a pénzügyi szektor aktuális kihívásaira és a szakmai karrierépítésre.
Képzések:
Alapképzések:
- Pénzügy és számvitel alapképzés (magyar és angol nyelven is)
- Gazdaságinformatikus alapképzés

Mesterképzések:
- Számvitel mesterképzés
- Pénzügy mesterképzés

Szakirányú továbbképzések:
- Mérnök közgazdász szakirányú továbbképzés
- Kontrolling szakközgazdász szakirányú továbbképzés

Felnőttképzések:
- Vállalkozási mérlegképes könyvelő felnőttképzés

## Budapesti Gazdaságtudományi Egyetemért Alapítvány
Az egyetem fenntartói jogai a Szenátus döntése értelmében 2021-ben átkerültek a Budapesti Gazdasági Egyetemért Alapítvány közérdekű vagyonkezelő alapítványhoz. Az egyetem irányítási jogköreinek a kuratórium és a szenátus közötti megoszlását az egyetem alapító okirata rögzíti. Ez alapján az alapítvány fogadja el a BGE költségvetését, éves beszámolóját, valamint szervezeti és működési rendjét, vagyongazdálkodási tervét. Emellett dönt gazdálkodó szervezet alapítását, gazdálkodó szervezetben történő részesedés szerzését illetően, az egyetem szenátusnak véleményezési joga mellett. 2025. február 1-jével az egyetem elnevezése az addigi Budapesti Gazdasági Egyetemről Budapesti Gazdaságtudományi Egyetemre módosult, ehhez igazodva az egyetemet fenntartó alapítvány elnevezése is megváltozott Budapesti Gazdaságtudományi Egyetemért Alapítványra.
Az alapítvány irányító testülete az öt főből álló kuratórium, tevékenységét a felügyelőbizottság és a vagyonellenőr felügyeli. Az alapítvány kuratóriumának tagjai: Guller Zoltán, a Magyar Turisztikai Ügynökség vezérigazgatója, a kuratórium elnöke; Niszkácsné Pintér Katalin, a Gerbeaud, az Onyx Étterem, valamint az Émile Ház tulajdonosa; Jellinek Dániel, az Indotek Group tulajdonosa és vezérigazgatója, Magyarország 8. leggazdagabb embere; Lőcsei Tamás, a PricewaterhouseCoopers vezérigazgatója; valamint Szécsényi Bálint, az Equilor Befektetési Zrt. vezérigazgatója és a Richter Gedeon Nyrt. Igazgatóságának tagja. Az alapítvány felügyelőbizottsága: a felügyelőbizottság elnöke Dietz Ferenc; tagja Perneki Judit Anna ügyvéd és Ábel István, a BGE egyetemi tanára. Az alapítvány vagyonellenőre: Ruff Zoltán.

## Akadémiai szervezet
Az Egyetem Akadémiai szervezete és a Kancellária, mint két a tartópillér biztosítják az egyetemi célok megvalósulását. Az Akadémiai szervezet az oktatási-kutatási alaptevékenység felügyeletében, a vonatkozó stratégia megalkotásában működik közre, továbbá felügyelete alá tartozik minden, a kari szervezeteken kívüli oktatási, kutatási és köznevelési intézmény irányítása is. Az Egyetemen az alábbi intézetek működnek, melyek további 21 tanszékre tagozódnak:
| - Idegen Nyelvi és Kommunikációs Intézet - Kereskedelem és Marketing Intézet - Közgazdasági Intézet | - Kvantitatív Módszertan Intézet - Menedzsment és Gazdaságinformatika Intézet - Nemzetközi Gazdálkodás Intézet | - Pénzügy és Számvitel Intézet - Társadalomtudomány és Pedagógia Intézet - Turizmus-Vendéglátás Intézet |

### Kutatás
Az egyetem oktatói és kutatói 2016 és 2019 között 3401 publikációt jelentettek meg, ezeknek a túlnyomó többsége tudományos publikáció volt (93%), mintegy 5%-a oktatási és 2%-a ismeretterjesztő publikáció. A 2015 és 2019 közötti publikációk 55%-a volt magyar nyelvű, 45%-a pedig idegen nyelvű. A publikációk idézettségének száma ebben az időszakban 1339 volt, ebből független hivatkozás 1150. A tudományos disszemináció fontos eszköze a BGE Prosperitas című szakfolyóirata is, amelyből évente négy kiadást jelenik meg, és amely mellett a karok számos szakmai periodikát jelentettek meg. A tudományos fokozattal rendelkező oktatók aránya 2019-ben meghaladta az 55%-ot az egyetemen és évről évre növekszik.
A BGE-n jelenleg több mint 60 kutatócsoport tevékenykedik és a Kutatási Alap pályázati rendszere 2019-ben is 7 kutatást finanszírozott az Egyetemen. A BGE stratégiai területeire reflektálva megalakításra került az egyetem négy Kiválósági Központja. A Kiválósági Központok saját szakmai tevékenységi területükön meghatározóak Magyarországon, fontos szerepet vállalnak a felsőoktatás és a vállalatok kapcsolatában és a gyakorlat számára is releváns, magas színvonalú alkalmazott tudományos kutatásokat végeznek vállalati partnerek és hallgatók bevonásával.
A 2017-ben létrehozott Budapest LAB a tudományos eredmények mellett kiemelt figyelmet fordít kutatásainak hasznosíthatóságára is. A LAB-hez köthető a Családi Vállalkozás Kutatási Program, amely Magyarországon elsőként vizsgálja e vállalkozói kör sajátosságait. A családi vállalkozások mellett kutatási témái között kiemelt figyelmet szentel a startupok, a szabadúszók, valamint a vállalkozás mentorálás területének. Emellett 2020-tól a világ legnagyobb vállalkozás kutatása, a Global Entrepreneurship Monitor (GEM) hazai központja is a Budapest LAB-ben van.
Az FHERC központ kutató- és tudásmegosztó műhelyként segíti a felsőoktatás jövőjével kapcsolatos kihívások és lehetőségek feltérképezését, elsősorban az üzleti felsőoktatás területén. Az FHERC munkatársai külföldi folyóirat-cikk kategóriában elnyerték a Magyar Tudományos Akadémia Vezetés- és Szervezéstudományi Albizottságának 2019. évi szakirodalmi nívódíját. A Kibergazdaság Kiválósági Központ fő kutatási területei: a mesterséges intelligencia, vagy a robotok alkalmazásának gazdasági és társadalmi következményei, új üzleti modellek, a gazdasági és társadalmi folyamatok, iparági folyamatok elemzése, valamint a hazai gazdaság változásokra való felkészültségének előmozdítása a globális folyamatok és potenciális hazai következményeik feltárásával. Többek közt a fenti kutatásokat a BGE Tudástérkép segítségével különböző szempontok szerint rendszerezhetjük és tekinthetjük át, illetve az elmúlt öt év közel 150 egyetemi csoportos és egyéni kutatási projektjét. Az adatbázisban több mint 260, a kutatások megvalósításában közreműködő munkatárs és több mint 70 együttműködő partner szerepel, akik között külföldi és hazai egyetemek, cégek, kutatóintézetek és civil szervezetek is megtalálhatók.
Az egyetemen több vállalati tanszék is működik, többek közt a Citi Global Business Vállalati Tanszék és Robert Bosch Lean Menedzsment Vállalati Tanszék. A vállalati tanszékek az üzleti-egyetemi együttműködés egyik legkomplexebb formáját jelentik, amelyek célja, hogy megteremtse az oktatás és a kutatás-fejlesztés közötti közvetlen kapcsolatot, új oktatási módszerek bevezetésével fejlessze a hallgatók innovációs és vállalkozási kompetenciáit, valamint támogassa a tehetséggondozást, amit jeleznek a tanszékek által külön a szakkollégiumok részére indított kurzusok és TDK témakíírások is.
2016-ban a BGE és a Magyar Nemzeti Bank létrehozta a Keleti Üzleti Akadémiai Központot (OBIC). Az OBIC általános célja a magyar gazdaság versenyképességének fejlesztése a kelet-ázsiai régió tapasztalatainak megértésén keresztül. Az egyetem stratégiájával összhangban az OBIC feladatai közé tartozik az ázsiai gazdaságfejlesztési tapasztalatok közvetlen becsatornázása a magyar nemzetgazdaságba, valamint Magyarország és a kelet-ázsiai országok közötti oktatási, kutatási, kulturális és gazdasági kapcsolatok fejlesztése.
2017-ben megalakult az MTA-BGE Makrogazdasági Fenntarthatósági Kutatócsoport, amely keretében eddig közel 100 publikáció született az egyetem oktatói részéről a témakörben.

### Doktori iskola
Az intézmény Egyetemi Habilitációs és Doktori Tanácsa felügyeli az intézményben folyó doktori képzést, dönt a doktori fokozatok odaítéléséről, továbbá a doktori és habilitációs eljárásokkal kapcsolatos elvi kérdésekben állást foglal, tudományosan független testületként.
A BGE Vállalkozás- és Gazdálkodástudományi Doktori Iskolája a társadalomtudományok tudományterületen, gazdálkodás- és szervezéstudományok tudományágban működik, profiljából adódóan a hazai doktori iskolák közt hiánypótló jellegűen, amely kifejezetten a kis- és középvállalkozások üzleti és menedzsment kérdéseit helyezi képzése és kutatása fókuszába. Az alkalmazott tudományokra támaszkodó képzésből mind az akadémiai karrierpálya iránt érdeklődők, mind a gazdasági gyakorlattal szoros kapcsolatban állók profitálhatnak, beleértve az MBA-fokozattal rendelkezőket. A program végzett hallgatói rendelkeznek olyan elméleti, módszertani és gyakorlati tudással, képességekkel és készségekkel, amelyek alkalmassá teszik őket alkalmazott kutatás folytatására, vállalkozástudományi, gazdasági és pénzügyi jelenségek és folyamatok tudományos igényű elemzésére, problémák megoldására a tudományos, a reálgazdasági és a közszférában egyaránt illetve üzleti vezetőként vagy vállalkozóként is képesek kamatoztatni az itt megszerzett tudást.

### Nemzetközi kapcsolatok
Az Egyetem önálló Nemzetközi Kapcsolatok Központjának feladatai közé tartozik a nemzetközi intézményközi kapcsolattartás, az intézmény képviselte nemzetközi fórumokon, nemzetközi szervezetekben és a tudományos életben. Az egyetem partnerkapcsolatai révén 40 ország 200 partneregyetemén van lehetőség egy vagy két félévet tanulni a hallgatóknak, 10 partneregyetem esetében pedig kettős diplomát is lehetőség van szerezni. Az Egyetem aktív nemzetközi környezetet tart fenn, összesen 10 alap- és 3 mesterképzése esetében van lehetőség a magyar mellett teljes egészében angol, német és francia nyelven tanulni, illetve 12 nyelven van a hallgatóknak lehetősége üzleti nyelvoktatásban résztvenni tanulmányaik alatt. Ezek a feltételek a hazai hallgatóknak szóló lehetőség mellett lehetővé teszi, hogy jelenleg 80 országból 1100 külföldi hallgató tanuljon az intézményben.
A bilaterális együttműködések az egyetem oktatóinak is lehetővé teszik külföldi oktatási tapasztalatok szerzését, továbbá a nemzetközi vendégoktatók fogadását. A nemzetközi oktatási tapasztalatcsere és a vendégoktatók fogadása kiváló alapot biztosít arra, hogy az Egyetem aktívan bekapcsolódjon a nemzetközi oktatási és kutatási életbe, ezt a célt szolgálja a rendszeres Nemzetközi Oktatási Hét is.

## Hallgatói szervezetek
A BGE-n közel 30 diákszervezet működik, ezek többsége az egyetem profiljához kapcsolódó közgazdaságtudományi, üzleti tevékenységekkel kapcsolatos, de több hallgatói lap kiadása is történik illetve egyéb szabadidős, kreatív tevékenységekben való részvételre is lehetőséget nyújtanak. Ezen felül az egész intézményt átfogó megújult BGE Nap a méltán híres Nemzedékek Találkozójának hagyományát viszi tovább új formában, főzőverseny, koncertek és sok más program fogja össze a résztvevő munkatársakat és a hallgatókat. Továbbá a rendszeresen megrendezésre kerülő kulturális minifesztivál, a Manifeszt hozza közelebb a magyar kultúra világát a hallgatókhoz, színházi előadások, pódiumbeszélgetések, workshopok, koncertek és a hallgatók munkáiból álló kiállítások formájában.
A Magyar Közgazdasági Társaságnak mindhárom Karon működik Ifjúsági szervezete, azzal a céllal, hogy a szakmai életbe integrálják azokat a fiatalokat, akik a közgazdaságtudományi témák iránt kiemelten érdeklődnek és a több mint 100 éves múltra visszatekintő anyaszervezet tevékenységét közelebb hozzák a jövő generációjához, a közgazdász szakmába bevezessék a hallgatókat. Az Egyetemen működik Luca Pacioli Társaság is, melynek legfőbb küldetése, hogy a számvitel, adózás és controlling irént érdeklődő hallgatók számára olyan kurzusrendszert, az egyetemi oktatást kiegészítő gyakorlati képzést működtessen, amelynek keretei között a Társaság kinevelheti a jövő legkiválóbb szakembereit az akadémiai világ, illetve a vállalati szféra számára egyaránt.
A hallgatókból szerveződő Hallgatói Önkormányzat feladatai közé tartozik az egyetemi rendezvények szervezése, illetve az iskola képviselete egyetemi nyílt napokon és kiállításokon, a rendszeres Gólyatáborok, Gólyabálok és Kari Napok szervezése, valamint a Diákjóléti Bizottság és a Kollégiumi Bizottság működtetésére, ahol az ösztöndíjak 80%-áról illetve a kollégiumi férőhelyekről kell dönteni. Az önkormányzat elnökségi tagjai képviselik a hallgatóságot az intézmény vezetői testületeiben.
Az egyetemen 1976 óta működik AIESEC szervezet is, amely egy nemzetközi, a világ 110 országában működő nonprofit, kizárólag diákok által vezetett szervezet. Tagjai a gazdaság különböző területei iránt érdeklődő, egyetemi és főiskolai hallgatók. Az AIESEC alaptevékenysége a szakmai és az önkéntes gyakorlatcsere program, melyen keresztül ma már több mint 2100 egyetem és főiskola hallgatójának van lehetősége külföldön szakmai tapasztalatszerzésre, vagy oktatási és kulturális programok keretében megismerkedni egy idegen ország hétköznapjaival, kultúrájával. A Youth Enrichment Society (YES) az egyetem külföldi és magyar hallgatóit egyszerre foglalkoztató diákszerve. Célja, hogy olyan fiatal vezetőket képezzen, akik képesek kritikusan, globálisan és a részletekbe menően gondolkodni az őket körülvevő környezetről és társadalomról. A diákszerv hivatalos nyelve az angol. Az angol nyelvű rendezvényeken a hallgatók gyakorolhatják a közönség előtti kommunikációs készségüket és rendezvényszervezési tudásra is szert tehetnek multikulturális közegben.
Budapest Business Club, Budapest Tourism Club és Business IT Club néven több, üzleti tevékenységekkel foglalkozó diákszervezet is működik az egyetemen. A BBC a Youth Business Group nevű ernyőszervezet tagja, amely a főváros legnívósabb egyetemein fogja össze azokat a szervezeteket, akik azzal a céllal alakultak, hogy a hallgatókat egyetemi éveik alatt tanulmányaiknak megfelelő gyakorlati és üzleti tudás illetve tapasztalat megszerzésében segítsék. A 4 féléves karrier program lehetőséget ad arra, hogy a hallgatók betekintést nyerjenek vállalatok működésébe és különböző projektek keretein belül megtanulhassák, hogyan zajlik a munka egy nagyobb szervezetben és ahol egyben elkezdődhet a résztvevők országos kapcsolati hálójának kialakulása.
A Testnevelési és Sportközpont nyújtotta edzői háttérrel a hallgatóknak lehetőségük adódik felkészülni, valamint bekapcsolódni a budapesti-, országos és nemzetközi egyetemi bajnokságokba. A hazai és nemzetközi versenyfelkészítés mellett házi bajnokságot, egyetemi sportnapot, sportköröket is szervez az iskola. Az egyetem hallgatói az elmúlt években kiemelkedő eredményeket értek el úszásban, atlétikában, vívásban, birkózásban, valamint vízilabdában, röplabdában és kosárlabdában egyaránt. 2019-ben a Magyar Egyetemi és Főiskolás Országos Vízilabda Bajnokságot megnyerő BGE vízilabda csapat a dobogó második fokán zárt a szlovéniai Koperben megrendezett Egyetemi Európa-bajnokságon is.

### Szakkollégiumok
A BGE-n három szakkollégium működik, ezek az Egyetem Karaihoz köthetők, a KKK-n a Káldor Miklós Szakkollégium, a KVIK-en a Gundel Károly Szakkollégium, a PSZK-n pedig a Lámfalussy Sándor Szakkollégium. Az Egyetem szakkollégiumainak a feladata olyan magas színvonalú szakmai képzést folytató, közösségformáló hallgatói szervezetek működtetése, melyeknek célja közgazdasági, üzleti, és társadalmi problémákra érzékeny, szakmailag igényes és felelős értelmiség kinevelése és a tehetséges hallgatók támogatása. A szakkollégiumok aktívak a Tudományos Diákköri tevékenységekben, a szakmai és közösségi események szervezésében, és a tanulmányi versenyeken is. Évente mintegy 10 nemzetközi és 30-40 hazai versenyen képviselik az egyetemet, melyekről átlagosan 2 nemzetközi és 10 hazai helyezést hoznak el.

## Rangsorok
- A Figyelő Felsőoktatási Rangsor 2021-es kiadványának adatai alapján az összes hazai egyetem közül a BGE-n a 4. legmagasabb a végzett frissdiplomások medián jövedelme havi bruttó 344 ezer forinttal.[36]
- Az egyetem végzős hallgatóinak 78 százaléka már az abszolutórium megszerzésekor főállású munkaviszonnyal rendelkezik,[37] ami igazolhatja, hogy 2020-ban is az első helyen végzett a PSZK az egyetemi népszerűségi listán, és a másik két kar, a KVIK és a Külkereskedelmi Kar is a 10 legnépszerűbb hazai egyetemi kar közé került.[5] Az egyetem 2019-ben is piacvezető volt az üzleti képzések területén, a hazai intézmények közül a legtöbb, 6200 elsőéves kezdhette meg tanulmányait, 6 százalékkal több, mint az előző évben.[6]
- A 2021-es felvételi adatok alapján 14 377 jelentkezővel a BGE a 3. legnépszerűbb egyetem Magyarországon, míg az első helyes jelentkezők száma alapján 6686 felvételizővel a 4. helyen áll, és egyben messze a legnépszerűbb gazdaságtudományi képzést nyújtó felsőoktatási intézmény az országban, a sorrendben előtte végző ELTE és Debreceni Egyetem magasabb jelentkezői létszáma alapvetően a rendkívül sokféle képzési területre vezethető vissza.[38]
- A HVG Diploma 2019-es kiadványa alapján a hazai gazdaságtudományi karok közül a BGE-KVIK a 2., a BGE-KKK pedig a 4. helyen áll a hallgatók kiválósága alapján, ami magában foglalja az elsőhelyes jelentkezők számát, a felvettek pontátlagát, a nyelvvizsgával felvettek arányát és a tanulmányi versenyen helyezettek számát is.[39]
- Felsőoktatási intézmény kategóriában Felsőoktatási Minőségi Díjat nyert a Budapesti Gazdasági Főiskola a Budapesti Corvinus Egyetemmel együtt 2010-ben.[40]
- A Spanyol Nemzeti Kutatási Tanács Webometrics Kutatási rangsorolása alapján a BGF az 1. számú legértékesebb gazdaságtudományi, üzleti képzést nyújtó felsőoktatási intézmény a hazai egyetemek és főiskolák között, valamint a 40. Európában és a 112. legjobb ilyen intézmény a világon.
- A Heti Válasz és a CEMI (Central European Management Intelligence) 2011-es kutatása szerint, amit vállalati felső vezetőkkel és fejvadász cégek megkérdezésével végeztek az üzleti szférában, a BGF az 1. helyen szerepelt az értékelésükben a diploma értéke alapján az összes magyarországi felsőoktatási intézmény közül.
- A HVG Diplomában megjelent 2009-es GVI kutatás és értékelés szerint, melyet vállalati felső vezetőkkel készített, a BGF nyújtja a legjobb képzést a pénzügy, számvitel, gazdaságelemzés, emberi erőforrások, turizmus és szállodamenedzsment területén az összes magyarországi felsőoktatási intézmény közül, továbbá a három legjobb iskola között szerepel minden más szakterületen is.
- A BGF-es diploma a legértékesebb és az iskola nyújtja a legjobb minőségű oktatást az üzleti menedzsment, az emberi erőforrás menedzsment, a kereskedelem és marketing, a nemzetközi gazdálkodás és a pénzügy és számvitel szakok tekintetében az összes magyarországi felsőoktatási intézmény közül a Népszabadság 2007-es A 25 legjobb diploma kutatása szerint.
- A Felvi.hu 2010-es rangsora alapján a BGF 1. helyezett az oktatás minőségét tekintve az összes hazai gazdaságtudományi és üzleti képzést nyújtó felsőoktatási intézmény között.
- A Felvi.hu 2010-es rangsora alapján a BGF 2. helyezett a diploma értékét tekintve az összes gazdaságtudományi és üzleti képzést nyújtó intézmény között.
- A Felvi.hu 2010-es rangsora alapján a BGF 1. helyezett a diploma megszerzésének nehézsége alapján a gazdaságtudományi területen.

## Alumni
A BGE alumni célja, hogy végzett hallgatói a közösség tagjai maradjanak, akik folyamatosan ápolják szakmai és emberi kapcsolataikat, egyben közösségi teret biztosít egykori hallgatóinknak a kapcsolattartásra és az élethosszig tartó tanulásra. Az alumni szervezet rendszeresen küld hírleveleket a BGE életének kiemelkedő eseményeiről, híreiről, valamint szervezi az éves kari Alumni Találkozókat, esetenként tudományos, kulturális és képzési programokat a volt hallgatók számára. Az alumni keretén belül a KVIK 40. évfordulója alkalmából már kiadásra került egy jubileumi kötet, Az első 40 év krónikája címmel.
A 2021-ben 32 ezer fős LinkedIn BGE alumni alapján az egyetem végzett hallgatói jelentős számban helyezkednek el a kormányzati, politikai és diplomáciai szektorban is, de a legjellemzőbb, hogy az üzleti életben futnak be karriert, a végzettek 15 legnagyobb foglalkoztatója az alábbi legversenyképesebb munkaerőt igénylő nagyvállalat: BP, Vodafone, Diageo, IBM, Citibank, ExxonMobil, OTP Bank, Morgan Stanley, Roche, Ernst & Young, MOL Csoport, KPMG, K&H Bank, Bosch, Deloitte, PriceWaterhouseCoopers, de maga az egyetem is a legnagyobb foglalkoztatók közé tartozik azon végzettjei számára, akik az akadémiai karriert választják illetve több egyetem is érdemi létszámmal képviselteti magát a végzettek elhelyezkedését illetően.

### Ismertebb öregdiákjai
| - Adriány Kincső, Hungarian Business Leaders Forum ügyvezető igazgató - Almássy Gabriella, UNION Biztosító elnök-vezérigazgató - Bedő Krisztina, Ernst & Young cégtárs, partner - Beke Zsuzsa, Richter Gedeon Nyrt. PR és kormányzati kapcsolatok igazgató - Békesi László, kétszeres pénzügyminiszter - Benczédi Balázs, MKB-Pannónia Alapkezelő vezérigazgató - Birkner Zoltán, Nemzeti Kutatási, Fejlesztési és Innovációs Hivatal elnöke - Bíró Tibor, OTP igazgatósági tag, tanszékvezető - Blaskó Nikolett, Magyarországi Kommunikációs Ügynökségek Szövetsége, elnök - Bolla Tibor, BKV Zrt. elnök-vezérigazgató - Borbély Miklós, Diófa Alapkezelő befektetési igazgató - Borda Gábor, Concorde Értékpapír Zrt. alapító, igazgatótanács tagja - Bugár Csaba, MFB Invest vezérigazgató - Burján Ákos, PricewaterhouseCoopers cégtárs, partner, BGE oktató - Csáki Béla, Budapest Alapkezelő elnök-vezérigazgató - Csányi Sándor, az OTP Bank elnök-vezérigazgatója, a legvagyonosabb magyar - Cselovszki Róbert, Erste Befektetési Zrt. elnök-vezérigazgató - Csoma Mózes, koreai nagykövet, orientalista - Csűrös Csanád, Portfolio.hu Property Forum vezérigazgató - Dávid Ilona, a MÁV ZRt. elnök-vezérigazgatója - Demeter Ervin, titkosszolgálati miniszter (2000–2002) - Demján Sándor, a TriGránit Zrt. volt elnöke, a 2. legvagyonosabb magyar - Dénes Szilárd, MKB Bank Treasury igazgató - Dócs János, CIB Private Banking igazgató - Drexler András, nagykövet, diplomata - Egerszegi Ádám, Takarékbank alelnök, vezérigazgató-helyettes - Előd Beáta, Citibank Magyarországi Fióktelep és Budapest Citi Szolgáltató Központ vezető - Erdei Tamás, az MKB Bank volt vezérigazgatója, OTP igazgatótanács tag - Ferkelt Balázs, MKT Nemzetközi gazdaság szakosztályi elnök - Fóris Angelika, Impact Alapkezelő ügyvezető igazgató - Fördős Zoltán, gasztronómiai író, műsorvezető - Fülöpné Bogdán Krisztina, Commerzbank igazgatóság tagja, üzleti vezérigazgató-helyettes - Gereben András, Equilor Befektetési Zrt. Igazgatóság elnöke - Gondos Judit, államtitkár, Pénzügyminisztérium - Gresa István, OTP igazgatósági tag, vezérigazgató-helyettes - Gönczi Gábor, műsorvezető, szerkesztő - Görög Ibolya, protokollszakértő, Miniszterelnöki Hivatal protokollfőnöke - Gyulay Zsolt, olimpiai és világbajnok kajakozó, sportvezető - Gyürk András, Európai Parlament képviselő, Európa Tanács Parlamenti Közgyűlésének tagja - Halm Tamás, a Magyar Közgazdasági Társaság főtitkára (1999–2014) - Hámori Réka, Magyar Bankszövetség vezető közgazdász - Hornyák József, Junior Prima díjas Világgazdaság rovatvez., Portfolio.hu makrogazd. elemző - Hölvényi György, Európai Parlamenti képviselő, államtitkár - Ifj. Chikán Attila, ALTEO Energiaszolgáltató Nyrt. vezérigazgató - Ifj. Sztanó Imre, NN Biztosító elnök-vezérigazgató - Jákli Gergely, EXIM Bank elnök-vezérigazgató - Juhász Ferenc, honvédelmi miniszter (2002–2006) - Kállay András, Raiffeisen Bank International Private Banking ügyvezető igazgató - Kardkovács Kolos, a Monetáris Tanács tagja, MNB ügyvezető igazgató - Katona Zsolt, a Budapesti Értéktőzsde volt vezérigazgatója - Kementzey Ferenc, Raiffeisen Bank befektetési banki vezérigazgató-helyettes - Király István, a Magyar Telekom, majd a Vodafone stratégiai igazgatója - Kis Miklós Zsolt, vidékfejlesztési államtitkár - Kiss Ádám, humorista, a Dumaszínház tagja - Kondorosi Ferenc, államtitkár - Kovács László, UNION Biztosító befektetési igazgató - Kovács Pál, Nemzetközi Atomenergia-ügynökség alelnöke, MVM Paks IG elnök - Kozák Tamás, MKT Kereskedelmi szakosztályi elnök - Krisán László, KAVOSZ Zrt. vezérigazgató - Kumin Ferenc, londoni nagykövet, Magyar Politikatudományi Társaság elnökségi tag - Lakatos Zsófia, Magyar Public Relations Szövetség elnöke - Lentner Csaba, közgazdász, egyetemi tanár, országgyűlési képviselő | - Lévai Katalin, esélyegyenlőségi miniszter (2002–2004) - Loncsák András, Aegon Alapkezelő részvény üzletágvezető, igazgatósági tag - Margittai Balázs, K&H Bank vezető tőkepiaci üzletkötő - Márki-Zay Péter, miniszterelnök-jelölt, Hódmezővásárhely polgármestere - Mátrai Károly, MVM-csoport vezérigazgató - Menczer Tamás, külügyi államtitkár - Mészáros Beatrix, Opus Global Nyrt. igazgatóság elnöke - Oberfrank Pál, Jászai Mari-díjas színházigazgató, érdemes művész - Ormos Mihály, az ELTE Gazdaságtudományi Karának intézetigazgató egyetemi tanára - Ördög Nóra, Junior Prima díjas műsorvezető, szerkesztő - Pál Tibor, Magyar Könyvvizsgálói Kamara, elnök - Peller Mariann, RTL Klub, Rádió 1 műsorvezető - Pillár Zsolt, Equilor Befektetési Zrt. vezérigazgató, igazgatóság elnöke - Puch László, országgyűlési képviselő, pártigazgató - Raveczky Zsolt, Erste Biztosító elnök-vezérigazgató - Reményi Csaba, Oracle Hungary ügyvezető igazgató - Rékasi Tibor, Magyar Telekom vezérigazgató - Rigó Csaba Balázs, Gazdasági Versenyhivatal elnöke - Rózsai Rezső, KPMG Magyarország vezérigazgató - Sándorfi Balázs, Portfolio.hu vezérigazgató - Scharek Zoltán, Raiffeisen Alapkezelő ingatlanbefektetési vezető - Schaub Erika, Generali Biztosító igazgató, Generali Nyugdíjpénztár igazgatótanácsának elnöke - Scheiring Gábor, az LMP gazdasági kabinetvezetője - Schőner Gábor, Magyar Bankszövetség vezető közgazdász - Schwarcz Ádám (Beton.Hofi), előadóművész, rapper - Sebők András, Wizz Air beszerzési és ellátási lánc igazgató - Semsei Rudolf, VakVarjú Éttermek tulajdonosa - Simicskó István, honvédelmi miniszter - Simon Péter, Raiffeisen Alapkezelő vezérigazgató - Simon Róbert Balázs, országgyűlési képviselő, államtitkár, Győr alpolgármestere - Somlyai Dóra, MOL Group kommunikációs igazgató - Sors László, Nemzeti Adó- és Vámhivatalt vezető államtitkár - Starcz Ákos, Libri-Bookline vezérigazgató - Streitmann Norbert, Concorde Értékpapír Zrt. alapító, igazgatótanács tagja - Susánszky Ádám, Zing Burger alapító tulajdonos - Szabó Melinda, Magyar Telekom Lakossági Szolgáltatások vezérigazgató-helyettes - Szalma Csaba, OTP Alapkezelő befektetési igazgató - Szarka István, DVM group pénzügyi igazgató - Szeles Nóra, Hermes Alapkezelő vezérigazgató, A tőzsdesztori és a Tőzsde születik könyvek szerzője - Székelyné Pásztor Erzsébet, MOL, majd BKV PR és külkapcsolati igazgató - Szekeres Pál, helyettes államtitkár, sportvezető, háromszoros paralimpiai bajnok vívó - Szemereyné Pataki Klaudia, Kecskemét polgármestere, 10. legbefolyásosabb magyar nő - Szöllősi Ferenc, Dialóg Befektetési Alapkezelő elnök-vezérigazgató - Sztanó Imre, Könyvvizsgálói Kamara életműdíjas PSZF tanszékvezető, Felsőokt. Tud. Tanács tagja - Szűcs Zoltán, CFA, Deutsche Bank igazgató - Tállai András, miniszterhelyettes, Pénzügyminisztérium - Tarsoly Csaba, a Győri ETO FC tulajdonosa, a 76. legvagyonosabb magyar - Trippon Mariann, CIB Bank vezető makroközgazdász - Török Árpád, TriGranit vezérigazgató - Tukacs István, országgyűlési képviselő, Költségvetési Bizottság tagja - Tüttő Kata, városüzemeltetési főpolgármester-helyettes - Vahl Tamás, NNG vezérigazgató - Varga Márk, Amundi Alapkezelő értékesítési vezető - Varga Miklós, énekes, színművész, rockzenész - Varga Zoltán, önkormányzati miniszter (2008–2010) - Vida József, Takarékbank elnök-vezérigazgató - Weinhardt Attila, Portfolio.hu vezető elemző, rovatvezető - Zubornyák Zoltán, rendező, producer, színházigazgató - Zsámboki Gábor, ANY Biztonsági Nyomda Nyrt. vezérigazgató |

## BGE nyelvvizsga
A BGE Nyelvvizsga és Továbbképző Központ lehetőséget biztosít BGE-s és nem BGE-s hallgatóknak egyaránt államilag akkreditált szaknyelvi nyelvvizsgák letételére. A BGE NYVK három vizsgarendszert működtet – az egynyelvű gazdasági kommunikáció, valamint a kétnyelvű üzleti, idegenforgalmi-vendéglátóipari szaknyelvi vizsgarendszereket –, melyekben államilag elismert szaknyelvi nyelvvizsga-bizonyítványok megszerzését teszi lehetővé alap- (B1), közép- (B2) és felsőfokon (C1). Vizsgák nyolc nyelvből tehetők: angol, francia, japán, kínai, német, olasz, orosz és spanyol. A Vizsgaközpont évente három vizsgaidőszakot szervez és országosan 17 vizsgahellyel rendelkezik.